# Le Général du roi
Pour plus de détails, voir Fiche technique et Distribution.
Le Général du roi est un téléfilm français historique réalisé par Nina Companeez et diffusé pour la première fois le 4 janvier 2014 sur France 3.

## Synopsis
Constance est la benjamine d'une famille de petite noblesse qui vit sur ses terres, en Vendée, avant la Révolution française. Le jour de ses 18 ans, elle tombe passionnément amoureuse de François-Denis, un officier de marine plus âgé qu’elle. Lors de leurs fiançailles, un accident de cheval va coûter à Constance l'usage de ses jambes. Infirme et ivre de douleur, elle refuse de revoir François-Denis. ils vont se retrouver plus de dix ans plus tard, en pleine guerre de Vendée, alors que François-Denis est devenu un chef militaire de la chouannerie.

## Fiche technique
- Réalisation : Nina Companeez
- Scénario : Nina Companeez d'après l'œuvre de Daphné du Maurier
- Pays :  France
- Production : Alain Bessaudou
- Photographie : Dominique Brabant
- Premier assistant : Nicolas Adelet
- Montage : Michèle Hollander
- Décors : Yves De Marseille
- Costumes : Dominique Borg
- Genre : drame historique
- Diffusion : 4 janvier 2014 sur France 3
- Edité en DVD par Koba Films

## Distribution
- Samuel Le Bihan : François-Denis Brilhac
- Louise Monot : Constance Allard
- Sarah Biasini : Marie-Anne
- Natacha Lindinger : Marie-Morgane Brilhac
- Jean-Pierre Lorit : Henri-Charles
- Nicolas Giraud : Tristan
- Christian Brendel : Colonel Demarcy
- Agnès Sourdillon : Rose
- Caroline Tillette : Jeanne-Marie
- Mathurin Voltz : Maurice
- Théo Fernandez : Alexandre
- Alexandra Mercouroff : la mère de Constance
- Julien Alluguette : Saint-Pol
- Vincent Joncquez : Pierre de Courcy